# Abydosaurus mcintoshi
L'abidosauro (Abydosaurus mcintoshi) è un dinosauro erbivoro appartenente ai sauropodi. Visse verso la fine del Cretaceo inferiore (Albiano, circa 100 milioni di anni fa) e i suoi resti fossili sono stati ritrovati in Nordamerica (Utah). È stato il primo sauropode del Cretaceo nordamericano di cui si è conosciuto il cranio.

## Descrizione
Questo dinosauro è noto grazie ad alcuni esemplari incompleti, che conservano però i crani fossili, provenienti dalla formazione Cedar Mountain (Mussentuchit Member) nello Utah. L'esemplare tipo è un cranio quasi completo con mandibola e le prime quattro vertebre cervicali.
L'abidosauro possedeva le caratteristiche tipiche dei dinosauri sauropodi: collo e coda lunghi, zampe colonnari che reggevano un corpo voluminoso e una testa piccola. Il cranio di questo dinosauro assomigliava moltissimo a quello di Giraffatitan, un sauropode vissuto 45 milioni di anni prima, ma se ne differenziava per l'apertura nasale più piccola e per i denti più aguzzi e stretti fra loro.

## Classificazione
Descritto per la prima volta nel 2010 (Chure et al.), l'abidosauro è stato ascritto al gruppo dei macronari, che comprende dinosauri sauropodi di dimensioni gigantesche come il brachiosauro e il giraffatitan. Le somiglianze con la famiglia dei brachiosauridi sono notevoli, ed è probabile che questo dinosauro fosse un tardo rappresentante del gruppo.

## Significato del nome
Il nome Abydosaurus si riferisce alla mitologia egizia: Abido è il nome greco di una città lungo il Nilo dove vennero seppelliti la testa e il collo di Osiride (l'olotipo dell'abidosauro consiste proprio in un cranio e parte del collo). L'epiteto specifico, mcintoshi, è in onore di John S. McIntosh, paleontologo specializzato nello studio dei dinosauri sauropodi.